# 싱가포르 MRT 서클선
싱가포르 MRT 서클선(Circle MRT line, CCL)은 싱가포르의 중형 대중교통 노선이다. 도심의 도비고트역에서 국가 중앙의 비샨역을 거쳐 남쪽의 하퍼브론트역까지 순환한다. 또한 프롬나드(Promenade) 역에서 마리나베이역(Marina Bay)까지 분기점이 있으며, 2026년부터 하버프론트역까지 확장되어 완전한 루프를 형성할 예정이다. 철도 지도에서 주황색으로 표시된 완전 지하 노선은 길이가 약 35.5km(22.1마일)이며 30개의 역이 있다. 노선의 한쪽 끝에서 다른 쪽 끝까지 이동하는 데 약 1시간이 걸린다.
이 노선은 네트워크에서 개통된 네 번째 MRT 노선이었으며, 바틀리에서 메리마운트역까지의 첫 번째 구간은 2009년 5월 28일에 운행을 시작했다. 도비고트까지의 다음 구간은 2010년 4월 17일에 완료되었으며 하버프론트까지의 다음 구간은 2010년 4월 17일에 개통되었다. 2011년 10월 8일. 마리나 베이 역까지 2개 역 확장이 2012년 1월 14일에 개통되었다. 하버프론트에서 마리나 베이까지 케펠, 칸톤먼트 및 프린스에드워드로드에 역이 있는 마지막 구간이 2026년에 완공되어 순환 구간을 완성할 예정이다.
이는 노스이스트선(North East Line)에 이어 싱가포르에서 두 번째로 완전히 자동화되고 무인으로 운행되는 노선이며, 세계에서 가장 긴 무인 고속철도 노선 중 하나이다. 또한 이는 싱가포르 최초의 중형 노선으로 각 서클 라인 열차인 알스톰 메트로폴리스 C830 및 C830C가 3량 구성되어 있다.

## 역사
- 2009년 5월 28일 - 바틀리 역 ~ 메리마운트 역 구간 개통
- 2010년 4월 17일 - 도비고트 역 ~ 바틀리 역 구간 개통
- 2011년 10월 8일 - 메리마운트 역 ~ 하버프론트 역 구간 개통
- 2012년 1월 14일 - 프로머나드 역 ~ 마리나베이 역 구간 개통

## 역 목록
| 역번호 | 역명                 | 역명               | 역명         | 역명          | 환승                            | 거리 (km) | 거리 (km) |
| 역번호 | 한국어               | 영어               | 중국어       | 타밀어        | 환승                            | 거리 (km) | 거리 (km) |
| ------ | -------------------- | ------------------ | ------------ | ------------- | ------------------------------- | --------- | --------- |
| 서클선 |                      |                    |              |               |                                 |           |           |
| CC1    | 도비 고트            | Dhoby Ghaut        | 多美歌       | தோபி காட்         | ● 남북선 ● 동북선               |           |           |
| CC2    | 브라스 바사          | Bras Basah         | 百胜         | பிராஸ் பாசா        | ● 다운타운선                    |           |           |
| CC3    | 에스플러네이드       | Esplanade          | 滨海中心     | எஸ்பிளனேட்        |                                 |           |           |
| CC4    | 프로머나드           | Promenade          | 宝门廊       | புரொமனாட்         | ● 다운타운선                    |           |           |
| CC5    | 니콜 하이웨이        | Nicoll Highway     | 尼诰大道     | நிக்கல் நெடுஞ்சாலை    |                                 |           |           |
| CC6    | 경기장               | Stadium            | 体育场       | ஸ்டேடியம்         |                                 |           |           |
| CC7    | 마운트배튼           | Mountbatten        | 蒙巴登       | மவுண்ட்பேட்டன்      |                                 |           |           |
| CC8    | 다코타               | Dakota             | 达科达       | டகோட்டா          |                                 |           |           |
| CC9    | 파야레바             | Paya Lebar         | 巴耶利峇     | பாய லேபார்        | ● 동서선                        |           |           |
| CC10   | 맥퍼슨               | MacPherson         | 麦波申       | மெக்பர்சன்        | ● 다운타운선                    |           |           |
| CC11   | 타이셍               | Tai Seng           | 大成         | தை செங்          |                                 |           |           |
| CC12   | 바틀리               | Bartley            | 巴特礼       | பார்ட்லி          |                                 |           |           |
| CC13   | 세랑군               | Serangoon          | 实龙岗       | சிராங்கூன்         | ● 동북선                        |           |           |
| CC14   | 로롱 추안            | Lorong Chuan       | 罗弄泉       | லோரோங் சுவான்       |                                 |           |           |
| CC15   | 비샨                 | Bishan             | 碧山         | பீஷான்           | ● 남북선                        |           |           |
| CC16   | 메리마운트           | Marymount          | 玛丽蒙       | மேரிமவுண்ட்        |                                 |           |           |
| CC17   | 칼데콧               | Caldecott          | 加利谷       | கால்டிகாட்         | ● 톰슨-이스트 코스트선          |           |           |
| CC18   | 부킷 브라운          | Bukit Brown        | 武吉布朗     | புக்கிட் பிரவுன்     |                                 |           |           |
| CC19   | 보타닉 가든          | Botanic Gardens    | 植物园       | பூ மலை          | ● 다운타운선                    |           |           |
| CC20   | 파러로드             | Farrer Road        | 花拉路       | ஃபேரர் சாலை       |                                 |           |           |
| CC21   | 홀랜드 빌리지        | Holland Village    | 荷兰村       | ஹாலந்து வில்லேஜ்     |                                 |           |           |
| CC22   | 부오나 비스타        | Buona Vista        | 波那维斯达   | புவன விஸ்தா       | ● 동서선                        |           |           |
| CC23   | 원노스               | one-north          | 纬壹         | ஒன்-நார்த்        |                                 |           |           |
| CC24   | 켄트리지             | Kent Ridge         | 肯特岗       | கெண்ட் ரிஜ்        |                                 |           |           |
| CC25   | 호파 빌라            | Haw Par Villa      | 虎豹别墅     | ஹா பர் வில்லா      |                                 |           |           |
| CC26   | 파시르 판장          | Pasir Panjang      | 巴西班让     | பாசிர் பாஞ்சாங்      |                                 |           |           |
| CC27   | 래브라도 파크        | Labrador Park      | 拉柏多公园   | லாப்ரடார் பூங்கா     |                                 |           |           |
| CC28   | 텔록 블랑가          | Telok Blangah      | 直落布兰雅   | தெலுக் பிளாங்கா      |                                 |           |           |
| CC29   | 하버프론트           | HarbourFront       | 港湾         | துறைமுகம்         | ● 동북선                        |           |           |
| CC30   | 케펠                 | Keppel             | 吉宝         | கெப்பல்          |                                 |           |           |
| CC31   | 칸톤먼트             | Cantonment         | 广东民       | கெண்டொன்மன்        |                                 |           |           |
| CC32   | 프린스 에드워드 로드 | Prince Edward Road | 爱德华太子路 | பிரின்ஸ் எட்வர்ட் ரோடு |                                 |           |           |
| CE2    | 마리나 베이          | Marina Bay         | 滨海湾       | மரீனா பே         | ● 남북선 ● 톰슨-이스트 코스트선 |           |           |
| CE1    | 베이프론트           | Bayfront           | 海湾舫       | பேஃபிரண்ட்        | ● 다운타운선                    |           |           |

## 같이 보기
- 싱가포르 MRT